# Sulivan’s Bar
Sulivan’s Bar ist ein gastronomisch genutztes Gebäude in der schottischen Stadt Renton in der Council Area West Dunbartonshire. Obschon die ehemalige Sulivan’s Bar zwischenzeitlich geschlossen ist, hat sich der Hausname bewahrt. 1996 wurde das Bauwerk in die schottischen Denkmallisten in der Kategorie C aufgenommen.

## Beschreibung
Sulivan’s Bar liegt im Stadtzentrum an der Kreuzung zwischen King Street and Main Street. Das zweistöckige Gebäude stammt aus dem Jahre 1891 und gehört damit zu den wenigen erhaltenen historischen Gebäuden der Stadt. Es befindet sich heute noch weitgehend im Originalzustand. Das Mauerwerk besteht aus Sandstein, wobei die Gebäudeöffnungen durch die Verwendung von rotem Sandstein farblich abgesetzt sind. Die asymmetrisch aufgebaute, ostexponierte Frontseite verläuft entlang der Main Street. Ebenerdig sind zwei Gasträume mit separaten Eingängen zu finden. Die Fenster wurden zwischenzeitlich mit einer Mauer verschlossen. Links tritt eine Giebelfläche mit Staffelgiebel leicht hervor Oberhalb der Fenster sind das Baujahr 1881 sowie das Monogramm CP auf einer Sandsteintafel zu finden. Im Obergeschoss sind vier Sprossenfenster gleichmäßig verteilt. An der rechten Gebäudekante kragt ein runder Erker mit Kegeldach aus. Ein breiter Staffelgiebel mit giebelständigem Schornstein weist zur King Street hin. Entlang der Fassade sind drei Fenster ungleichmäßig verteilt. Ein zusätzliches Zwillingsfenster mit Oberlicht befindet sich unter einem kleineren Staffelgiebel am rechten Gebäudeende. Das Satteldach von Sulivan’s Bar ist mit grauen Schieferschindeln eingedeckt.